# Like a Riddle
Like a Riddle (englisch etwa „Wie ein Rätsel“) ist ein Lied des deutschen DJs Felix Jaehn, in Kooperation mit dem schwedischen Indie-Folk-Duo Hearts & Colors und dem französischen DJ Adam Trigger. Das Stück ist die neunte Singleauskopplung aus Jaehns Debütalbum I.

## Entstehung und Artwork
Geschrieben wurde das Lied gemeinsam von Steven Bashir, Florent Hugel, Felix Jaehn, Patrik Jean, Aiko Rohd und Adam Trigger. Die Produktion erfolgte durch Jaehn und Rohd; als Koproduzenten standen den beiden Christophe Vitorino De Almeida und Trigger zur Seite. Jaehn zeichnete ebenfalls für die Programmierung verantwortlich. Das Mastering erfolgte unter der Leitung des österreichischen Tontechnikers Nikodem Milewski. Abgemischt wurde Like a Riddle durch den Berliner Musikproduzenten Lex Barkey. Die Single wurde unter den Musiklabels Polydor/Island sowie Virgin Records veröffentlicht, durch Budde Music, Duende Songs, Edition Infrarohd und Sony/ATV Music Publishing verlegt und durch Universal Music Publishing vertrieben.
Auf dem Cover der Maxi-Single ist – neben Künstlernamen und Liedtitel – ein pinker Streifen und Jaehns Gesicht zu sehen. Der pinke Streifen ist mittig angeordnet und zieht sich senkrecht vor einem weißen Hintergrund durch die Mitte des Coverbildes, am unteren Ende ist ein weißes „I“ eingebettet, dies steht für Jaehns gleichnamiges Debütalbum. Jaehns Gesicht ist am linken unteren Rand zu sehen. Es zeigt ihn lachend mit verschlossenen Augen. Das gleiche Artwork-Konzept findet sich auf dem Cover des Debütalbums sowie einiger weitere Singleauskopplungen wieder. Die Fotografie von Jaehn stammt von Jens Koch.

## Veröffentlichung und Promotion
Die Erstveröffentlichung von Like a Riddle erfolgte als Einzeldownload am 6. Oktober 2017. Die Single erschien zeitgleich sowohl in ihrer „Single-“ als auch in ihrer „Extended Version“ jeweils als Einzeldownload. Am 1. Dezember 2017 erschien eine Akustikversion des Liedes als Einzeldownload. Am 29. Dezember 2017 folgte die Veröffentlichung einer Remix-EP. Diese erschien als Download und beinhaltet drei Remixversionen zu Like a Riddle.
Remixversionen
- Like a Riddle (Damien N-Drix Remix)
- Like a Riddle (DHALI Remix)
- Like a Riddle (Provi Remix)

## Inhalt
Der Liedtext zu Like a Riddle ist in englischer Sprache verfasst. Die Musik und der Text wurden gemeinsam von Steven Bashir, Florent Hugel, Felix Jaehn, Patrik Jean, Aiko Rohd und Adam Trigger geschrieben. Musikalisch bewegt sich das Lied im Bereich des House. Das Lied bewegt sich in der Tonart G und hat ein Tempo von 110 Beats per minute. Inhaltlich befasst sich das Stück mit den Höhen und Tiefen, Rätseln, Missverständnissen und Konflikten in einer Liebesbeziehung. Das Stück besteht aus zwei Strophen, die sich jeweils aus fünf Zeilen zusammensetzen, einer Bridge und einem Refrain. Es beginnt mit der ersten Strophe, auf die erstmals der Refrain folgt. Der gleiche Vorgang wiederholt sich mit der zweiten Strophe. Nach dem zweiten Refrain folgt eine vierzeilige Bridge – die sich überwiegend aus der sich wiederholenden Frage „I don’t get it, I don’t get it, what you want?“ (englisch etwa „Ich verstehe es nicht, ich verstehe es nicht, was möchtest du?“) zusammensetzt – ehe das Lied mit dem dritten Refrain endet. Der Hauptgesang des Liedes stammt von den beiden Hearts-&-Colors-Mitgliedern sowie von Tim Schou, dem Frontmann der dänischen Indieband A Friend in London. Wie schon bei Feel Good wird Schou nicht als offizieller Gastsänger genannt. Jaehn und Trigger wirken lediglich als DJs und Instrumentalisten (Keyboard, Schlagzeug und Trompete) mit.
| “Loving you’s like a riddle. (Nananana) Hold me down just a little. Can’t we meet in the middle? Cause loving you’s like a riddle. Let me know if you’re in it. Cause I can’t tell just what the hell you want.” – Refrain, Originalauszug | „Dich zu lieben, ist wie ein Rätsel. (Nananana) Halte mich ein wenig hin. Können wir uns nicht in der Mitte treffen? Denn dich zu lieben, ist wie ein Rätsel. Lass es mich wissen, wenn du bereit bist. Denn ich kann zur Hölle nicht sagen, was du möchtest.“ – Refrain, Übersetzung |

## Musikvideo
Das Musikvideo zeigt ein Pärchen, das sich alleine in einem Restaurant aufhält. Das Video lässt sich in drei Abschnitte gliedern. Im Ersten beginnt die Frau ihren Freund am Tischen zu necken und beide tanzen daraufhin zusammen durch das Restaurant. Im zweiten Abschnitt sitzen beide wieder zu Tisch während die Aufmerksamkeit der Frau auf einen Monitor gerichtet ist, in dem die beiden Mitglieder von  Hearts & Colors sowie Jaehn zu sehen sind. Der Mann wird eifersüchtig und möchte, dass sie ihn ansieht, daraus entwickelt sich ein Streit, als er ihren Kopf mit seiner Hand zu sich drehen will. Beide jagen sich durch das Restaurant, was soweit führt, dass sie sich in der Küche mit Tellern bewerfen. Im dritten Abschnitt folgt die Versöhnung. Zunächst sitzen beide alleine getrennt voneinander, bis plötzlich sie aufspringt und sich ihm tanzend nähert. Am Ende tanzt das Paar wieder zusammen durch das Restaurant. Das Video endet damit, wie das Pärchen zusammen das Restaurant verlassen. Während die beiden das Restaurant verlassen, kommt ihnen Jaehn entgegen, der das Restaurant betritt.
In einem Interview beschrieb Jaehn, dass das Musikvideo die Höhen und Tiefen einer Beziehung widerspiegeln solle. Er wollte die Geschichte mit einem Musikstück verbinden, dass durchweg ein positives Gefühl hervorrufe, sodass die Menschen aufstehen, tanzen und ihre Probleme für den Moment vergessen, wenn sie es sehen.
Das Musikvideo zu Like a Riddle feierte am 6. Oktober 2017 auf der Videoplattform YouTube seine Premiere. Zum ersten Mal erschien ein Musikvideo Jaehns am selben Tag wie die dazugehörige Single. Die Gesamtlänge des Videos beträgt 3:00 Minuten. Regie führten Toyah Diebel und Niels Münter. Bis Februar 2025 zählte das Musikvideo über 4,5 Millionen Aufrufe bei YouTube.

## Mitwirkende
| Liedproduktion - Christophe Vitorino De Almeida: Koproduzent - Lex Barkey: Abmischung - Steven Bashir: Komponist, Liedtexter - Hearts & Colors: Gesang - Florent Hugel: Komponist, Liedtexter - Felix Jaehn: Komponist, Liedtexter, Musikproduzent, Programmierung, Schlagzeug - Patrik Jean: Komponist, Liedtexter - Nikodem Milewski: Mastering - Aiko Rohd: Komponist, Liedtexter, Musikproduzent - Tim Schou: Gesang - Adam Trigger: Keyboard, Komponist, Koproduzent, Liedtexter, Schlagzeug, Trompete Musikvideo - Valentin Braun: Choreografie - Jemima Rose Dean: Choreografie - Toyah Diebel: Regisseur - Christian Fritzenwanker: Friseur, Schminke - Stefanie Fuge: Styling - Sarah Huzel: Friseur, Schminke - Niels Münter: Regisseur - Juhani Zebra: Kameramann | Artwork - Jens Koch: Fotograf (Cover) Unternehmen - Budde Music: Verlag - Duende Songs: Verlag - Edition Infrarohd: Verlag - Polydor/Island: Musiklabel - Pretty Ugly Motion Pictures: Filmproduzent (Musikvideo) - Sony/ATV Music Publishing: Verlag - Universal Music Publishing: Vertrieb - Virgin Records: Musiklabel |

## Rezensionen
Julia Keiser vom deutschsprachigen Musik-Portal dance-charts.de sagt dem Stück aufgrund seiner „rhythmischen Melodie“ absolutes Ohrwurm Potenzial zu. Die Akustikversion hierzu sei ein „gefühlvolles“ Lied. Aus einem „schnellen Radionsong“ wurde eine tolle Ballade entwickelt, die gut zu den winterlichen Temperaturen und kuscheliger Stimmung passe. Neben der verlangsamten Melodie des Originals rückten hier insbesondere die Stimmen der beiden Sänger von Hearts & Colors in den Vordergrund und würden definitiv Gänsehaut beim Hörer erzeugen. Das recht stürmische Ende hätte allerdings noch mehr ausfaden können. Alles in allem sei die akustische Version aber sehr gut gelungen und ein „muss“ in jeder Winter-Playlist!

## Chartplatzierungen
Like a Riddle erreichte in Deutschland Position 85 der Singlecharts und konnte sich insgesamt eine Wochen in den Charts halten. In den deutschen Airplaycharts erreichte die Single für eine Woche die Spitzenposition. Des Weiteren platzierte sich die Single sieben Wochen in den deutschen Dancecharts und erreichte mit Position 15 seine höchste Notierung. In Österreich erreichte die Single in zwei Chartwochen Position 68 und in der Schweiz in einer Chartwoche Position 89 der Charts.
Für Jaehn als Interpret ist dies, inklusive des Charterfolgs mit seinem Musikprojekt Eff, der zehnte Charterfolg in Deutschland, sowie sein neunter in Österreich und sein achter in der Schweiz. Als Musikproduzent ist dies sein neunter Charterfolg in Deutschland sowie sein achter in Österreich und sein siebter in der Schweiz. Als Autor ist Like a Riddle Jaehns achter Charterfolg in Deutschland sowie der siebte in Österreich und der sechste in der Schweiz. Hugel erreichte als Autor zum dritten Mal nach Coming Home (Hugel feat. Jimmy Hennessy) und I Believe I’m Fine (Robin Schulz & Hugel) die deutschen Singlecharts sowie nach I Believe I’m Fine jeweils zum zweiten Mal die Charts in Österreich und der Schweiz. Für Jean als Autor ist es nach Break My Habits (Topic) der zweite Charterfolg in Deutschland und Österreich, in der Schweiz ist es sein erster Charterfolg. Für Rohd stellt es als Autor nach Halte durch (Xavier Naidoo) den zweiten Charterfolg in Deutschland dar, sowie den ersten in Österreich und der Schweiz. Bashir und Trigger erreichten erstmals die Charts in allen drei Ländern.